# بلو هوریزونته
بلو هوریزونته (به پرتغالی: Belo Horizonte)، به معنی «افق زیبا» سومین شهر بزرگ برزیل و مرکز ایالت میناس گرایس است. شهر بلو هوریزونته در منطقهٔ جنوب خاوری برزیل واقع شده‌است.

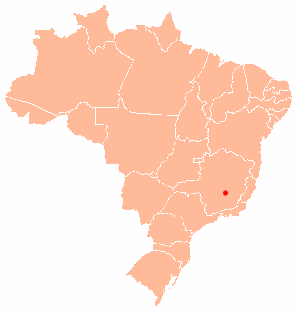
محل شهر بلو هوریزونته در برزیل

## جمعیت
جمعیت شهر بلو هوریزونته ۲٫۴ میلیون نفر و جمعیت منطقهٔ کلان‌شهری آن ۵٫۳ میلیون نفر است. شهر بلو هوریزونته را در زبان عوام بئاگا (Beagá) می‌نامند که نام پرتغالی حروف اول دو واژهٔ نام این شهر یعنی BH است.
این شهر از چند محله مرفه‌نشین و متوسط و ۳۰۰ محلهٔ فقیرنشین تشکیل شده‌است. شمار محلات حاشیه‌نشیان فقیر همچنان رو به افزایش است و در تپه‌های پیرامون شهر رو به بالا ساخته می‌شود.

## جذابیت‌های فرهنگی
با بیش از ۱۲ هزار رستوران و میکده برای جمعیتی حدود پنج میلیون نفر، شهر بلو هوریزونته به «پایتخت بار برزیل» شهرت پیدا کرده‌است.

## مترو
متروی بلو هوریزونته در سال ۱۹۸۶ تأسیس شده و هم‌اکنون دارای ۱ خط و ۱۹ ایستگاه می‌باشد.